# Vegard Ulvang
Vegard Ulvang (født 10. oktober 1963 i Kirkenes) er en tidligere norsk skiløber, der sammen med landsmanden Bjørn Dæhlie var dominerende i langrendssporten i starten af 1990'erne. Han nåede i sin karriere at vinde tre OL- og to VM-guldmedaljer. Efter sit karrierestop er Ulvang blevet ansat i Det internationale Skiforbund FIS, hvor han besidder en ledende stilling.

## Resultater

### Olympiske lege
Ulvang deltog første gang ved de olympiske vinterlege i 1988 i Calgary, hvor han opnåede fire top ti-placeringer. Han indledte med at hente bronze efter de to sovjetiske løbere Aleksej Prokurorov og Vladimir Smirnov (no) på 30 km klassisk-distance, og derefter blev han nummer syv i 10 km, nummer fire i 50 km og nummer seks som del af det norske stafethold på 4×10 km,
Ulvangs stjernestund kom ved OL 1992 i Albertville, hvor han vandt fire medaljer. Først vandt han guld i 30 km-løbet, hvor han førte an i en rent norsk triumf med Bjørn Dæhlie på andenpladsen trekvart minut efter og Terje Langli yderligere tilbage. Dernæst vandt han guld på 10 km foran italieren Marco Albarello og svenskeren Christer Majbäck, og da dette løb indgik i jagtstarten (første gang i et OL) var han foran inden de 15 km i fri stil. Her var Dæhlie, som var blevet nummer fire på 10 km, imidlertid hurtigst og sejrede med næsten et minut ned til Ulvang, der vandt sølv, mens italieneren Giorgio Vanzetta vandt bronze. Senere var han en del af det stærke norske stafethold, der også omfattede Dæhlie, Langli og Kristen Skjeldal, og som vandt en sikker sejr med næsten halvandet minuts forspring til italienerne på andenpladsen, mens finnerne var yderligere et halvt minut bagud. I sin sidste konkurrence ved disse lege blev Ulvang nummer ni på 50 km. Han sluttede legene af med at være norsk flagbærer ved afslutningsceremonien.
Ved vinter-OL 1994 i Lillehammer var Ulvang småskadet og havde ydermere kort inden mistet sin lillebror, der forsvandt under et løb i skoven og senere blev fundet død. Af den grund blev hans resultater ved legene ikke specielt gode, idet hans bedste individuelle resultat blev en syvendeplads på 10 km, hvorpå han ikke stillede op til anden del af jagtstarten, og han blev nummer ti på 50 km. Til gengæld var han med på det norske stafethold, der vandt sølv, blot 0,4 sekund efter Italien, men et minut foran finnerne på tredjepladsen. Ulvang havde i øvrigt æren af at afgive deltagernes olympiske løfte under åbningsceremonien ved disse lege.

## Øvrig beskæftigelse
Efter afslutningen af sin aktive karriere har Ulvang etableret sit eget mærke inden for udendørsfritidsbeklædning med navnet Ulvang. Han har også været en af hovedpersonerne i flere tv-underholdningsprogrammer sammen med andre sportsfolk som Bjørn Dæhlie.
Han har også beskæftiget sig med sport på den organisatoriske side, og han blev i 2006 valgt som leder af langrendskomiteen i FIS, en post han stadig bestrider pr. 2021.
I 2011 drog han sammen med tre andre eventyrere ud på en ekspedition på Antarktis. Turen havde som mål at gennemføre samme rute, som Roald Amundsen havde taget i 1911-12, da han som den første nåede Sydpolen. To af løberne måtte give op inden målet, men Ulvang og Harald Dag Jølle nåede Sydpolen lige akkurat i tide til 100-årsdagen for Amundsens bedrift.